# روبرت فرنسيس (ممثل)
روبرت فرنسيس (بالإنجليزية: Robert Francis)‏ هو مونتير وممثل أمريكي، ولد في 26 فبراير 1930 بغلينديل في الولايات المتحدة، وتوفي في 31 يوليو 1955 ببربانك في الولايات المتحدة.

## وصلات خارجية
- روبرت فرنسيس على موقع IMDb (الإنجليزية)
- روبرت فرنسيس على موقع أول موفي (الإنجليزية)
- روبرت فرنسيس على موقع قاعدة بيانات الأفلام السويدية (السويدية)
- روبرت فرنسيس على موقع إن إن دي بي (الإنجليزية)
- روبرت فرنسيس على موقع قاعدة بيانات الفيلم (الإنجليزية)
- روبرت فرنسيس على موقع كينوبويسك (الروسية)